# Astragalus angreni
Astragalus angreni är en ärtväxtart som beskrevs av Vladimir Ippolitovich Lipsky. Astragalus angreni ingår i släktet vedlar, och familjen ärtväxter. Inga underarter finns listade i Catalogue of Life.